# Bo-taoshi

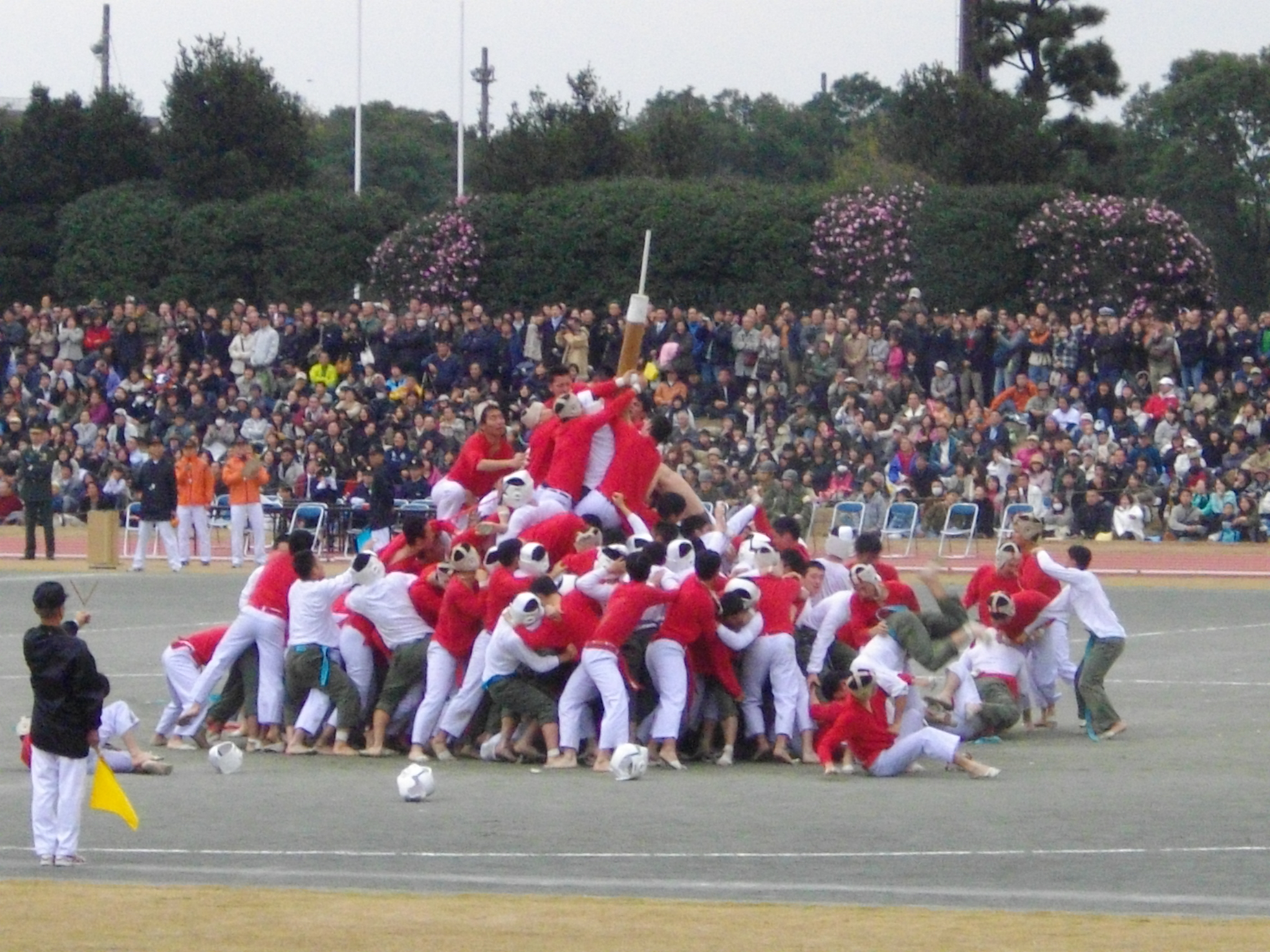
Dos equipos luchando por la posesión del poste

Bo-taoshi (棒倒し (bōtaoshi?), literalmente derribar el poste) es un deporte al aire libre practicado durante las fiestas escolares japonesas. Los encuentros disputados por los cadetes de la Academia de las Fuerzas de Autodefensa de Japón son particularmente conocidos por su magnitud, con dos equipos de cerca de 150 integrantes cada uno.
Cada equipo se divide en dos grupos de 75 miembros cada uno: uno defensivo y el otro atacante, con el objetivo de derribar el poste del equipo contrario. La partida empieza con el poste en posición perpendicular al suelo y para alcanzar al victoria basta con conseguir que el poste alcance una posición de 30 grados con respecto al suelo.